# Pantofle

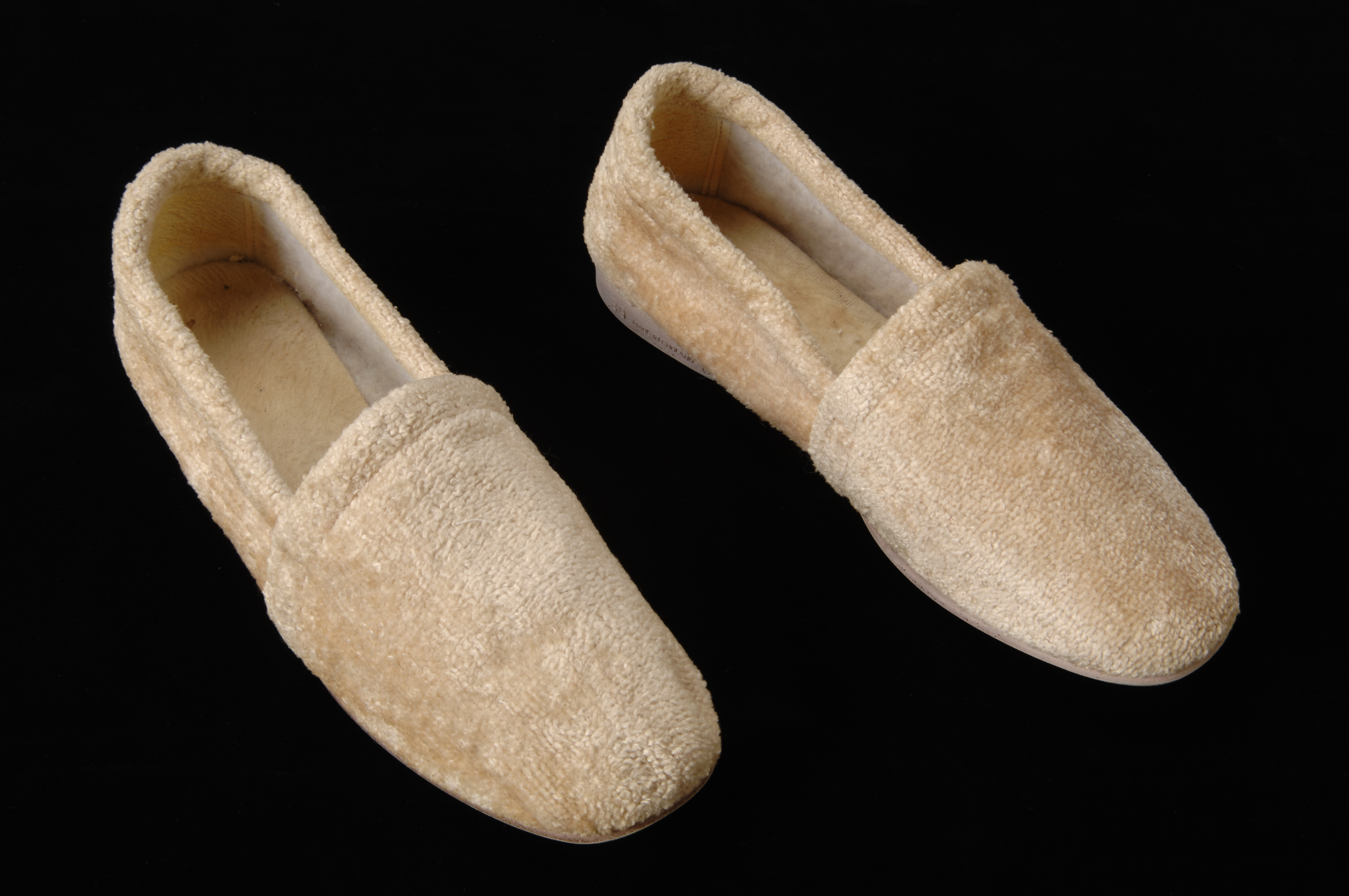
Pantofle jako rodzaj kapci

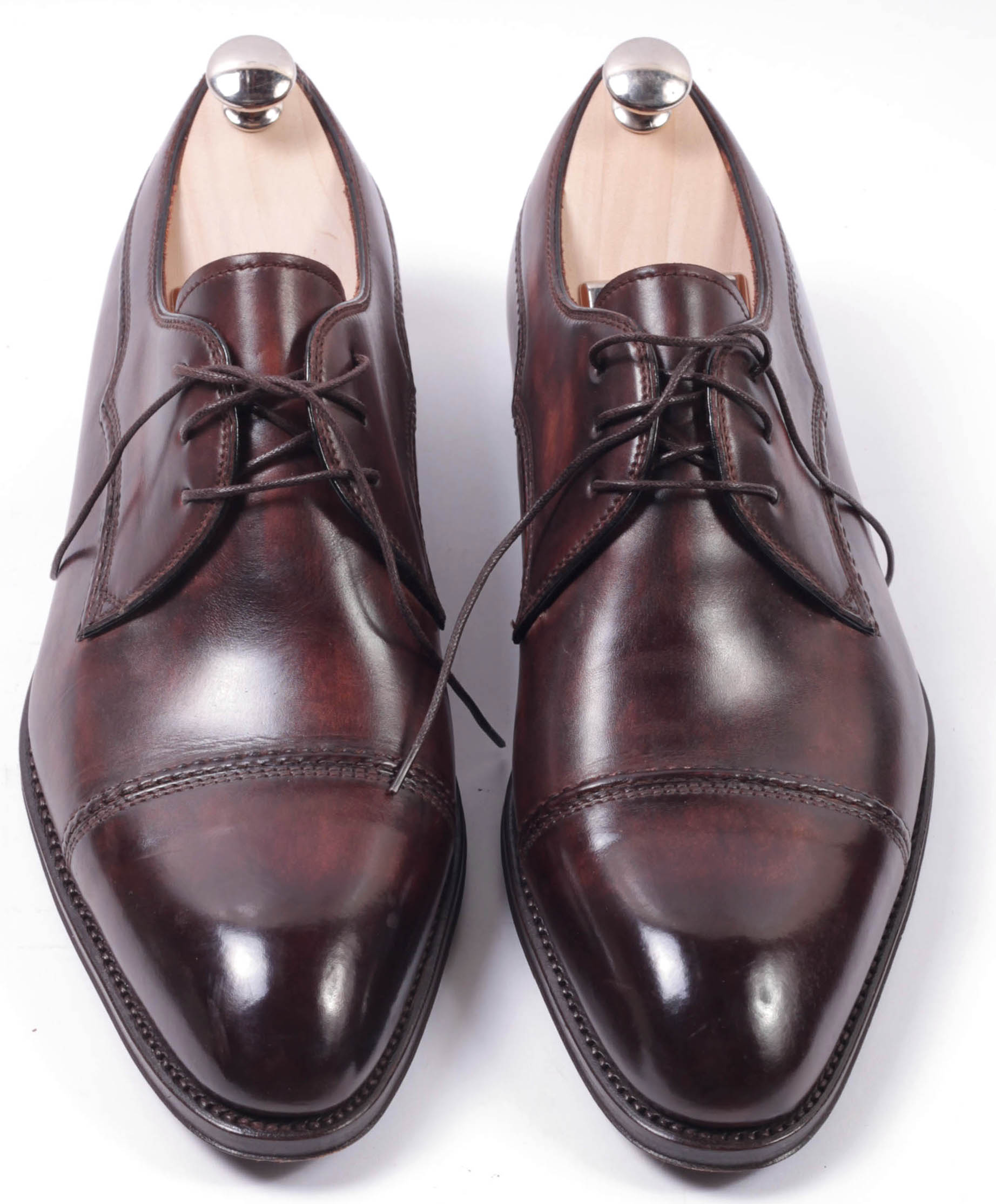
Pantofle jako rodzaj wyjściowych półbutów

Pantofle – słowo pochodzące z języka włoskiego (pantofola, l.mn. pantofole) lub z języka francuskiego (pantoufle), początkowo określało miękki, wygodny i komfortowy rodzaj obuwia przeznaczony do użycia w domu (komfortowe kapcie, bambosze). Współcześnie pojęcie utożsamiane zazwyczaj z eleganckimi wyjściowymi półbutami.

## Obuwie
Na polskim rynku obuwniczym mianem pantofle określa się rodzaj eleganckiego obuwia o niskiej cholewce (poniżej kostki) z obcasem lub bez, które łącznie zalicza się do półbutów.
Regionalnie (województwo małopolskie, podkarpackie) słowo pantofel oznacza kapeć lub (województwa: lubelskie, podlaskie, pomorskie, mazowieckie, warmińsko-mazurskie, zachodniopomorskie) męskie, eleganckie buty do garnituru.
W XVII w. na Pomorzu wyrabiano pantofle łobeskie – obuwie drewniano-skórzane.

## Określenia związane z pantoflami
- pantoflarz – mężczyzna uległy żonie lub osoba trudniąca się wyrabianiem miękkiego domowego obuwia bez cholewek[1].
- siedzieć pod pantoflem – uległość wobec innej osoby (synonimy: chodzić jak na sznurku, chodzić na pasku, jeść z ręki, płynąć z prądem, podporządkowywać się, zdawać się na łaskę i niełaskę, poddawać się[2]).